# Teo Snellman

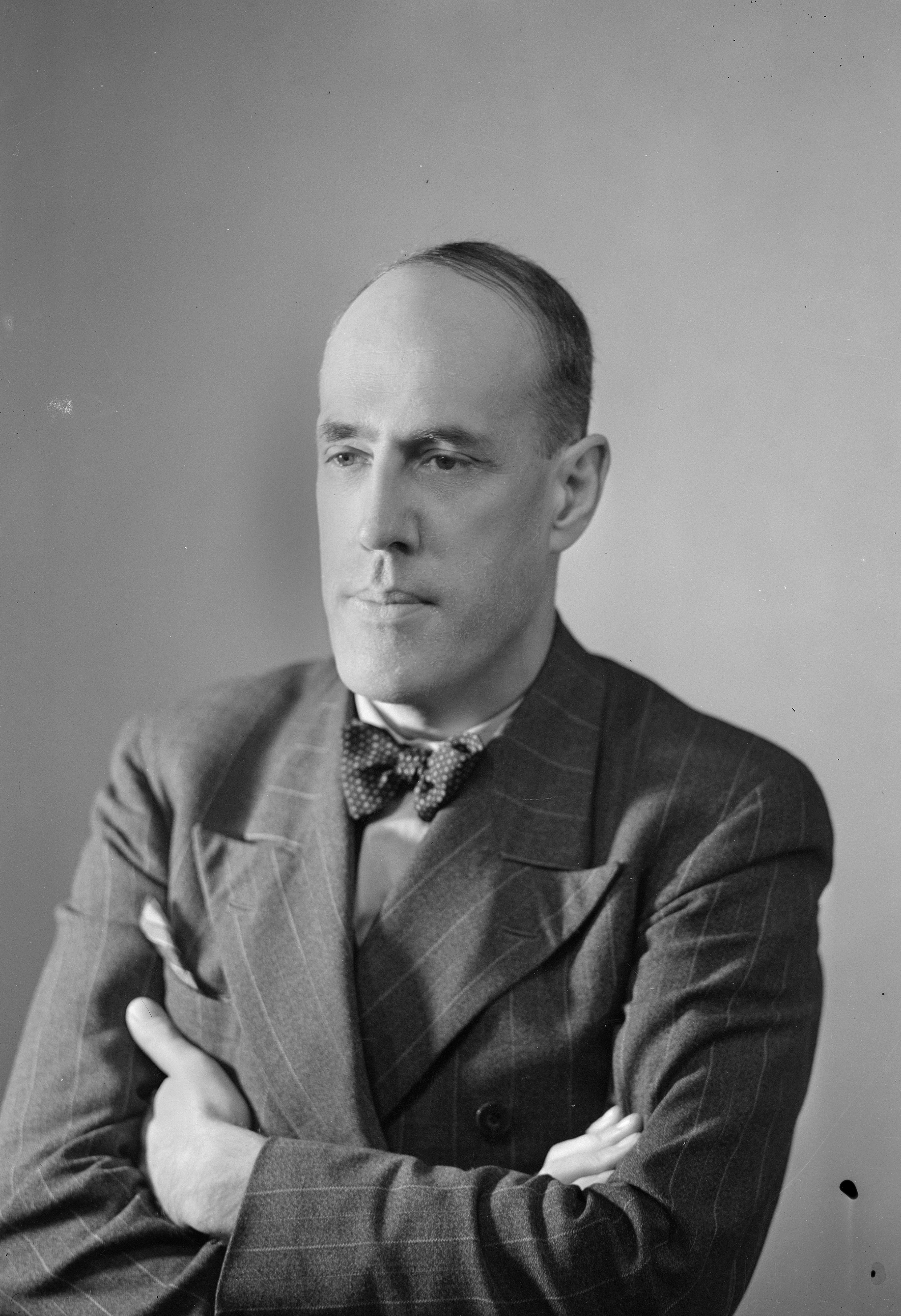
Teo Snellman år 1938.

Teo Kaarlo Snellman, född 28 april 1894 i Tammerfors, död 14 oktober 1977 i Helsingfors, var en finländsk diplomat.
Snellman blev filosofie magister 1919. Han tjänstgjorde på 1920- och 1930-talen inom den finska utrikesförvaltningen och blev under sin verksamhet som legationssekreterare i Stockholm från 1931 indragen i en konflikt med Finlands dåvarande minister i Sverige Rafael Erich och blev 1934 tvungen att avgå; kontroversen skildras av Snellman i boken Erich, Maydell och legationsschismen i Stockholm, 1936. Han arbetade därefter bland annat i resebyråbranschen och efter kriget vid utrikeshandelsförbundet.
Snellman gav 1940–1944 ut den nazistiska tidskriften Vapaa Suomi och grundade 1940 en egen nazistisk organisation, Suomen kansallinen työjärjestö, som i likhet med de övriga sammanslutningarna av detta slag upplöstes hösten 1944. Han var på äldre dagar känd som hälsokostförespråkare, förestod 1949–1951 och 1951–1953 Waerlandinstitutet på Lidingö samt grundade 1956 Finlands naturhälsoförbund.
Han var sonson till senator Johan Vilhelm Snellman.